# Památník obětí druhé světové války v Javoříčku
Památník obětí druhé světové války v Javoříčku je památník obětem druhé světové války v Javoříčku v obci Luká v okrese Olomouc. Památník je věnován 38 mužům, kteří byli popraveni 5. května 1945 nacisty. 

Je evidován jako národní kulturní památka České republiky pod názvem Javoříčko, Památník obětí II. světové války.

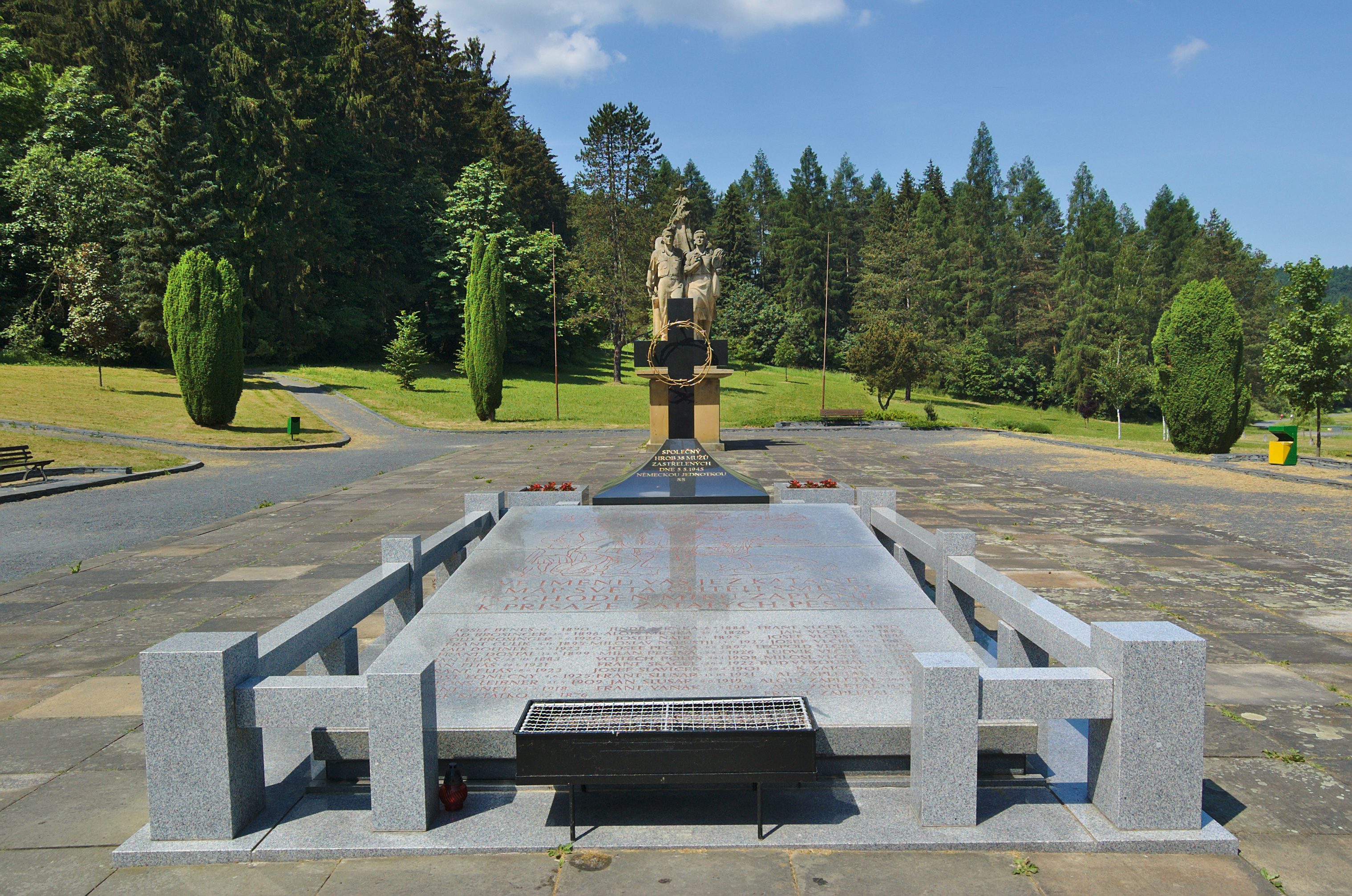
Celkový pohled na pietní místo

## Historie
Památník je na památku 38 obětí zavražděných nacisty 5. května 1945. Památník byl vytvořen v roce 1955 a vyhlášen jako kulturní památka v roce 1978.

## Popis
Sousoší Vítězství ve stylu socialistického realismu vytvořili akademický sochař Jan Tříska a architekt Miroslav Putna. Sousoší šesti postav v nadživotní velikosti je z hořického pískovce.
Žulová deska se jmény obětí má rozměry 295 × 492 × 68 cm.

## Fotogalerie

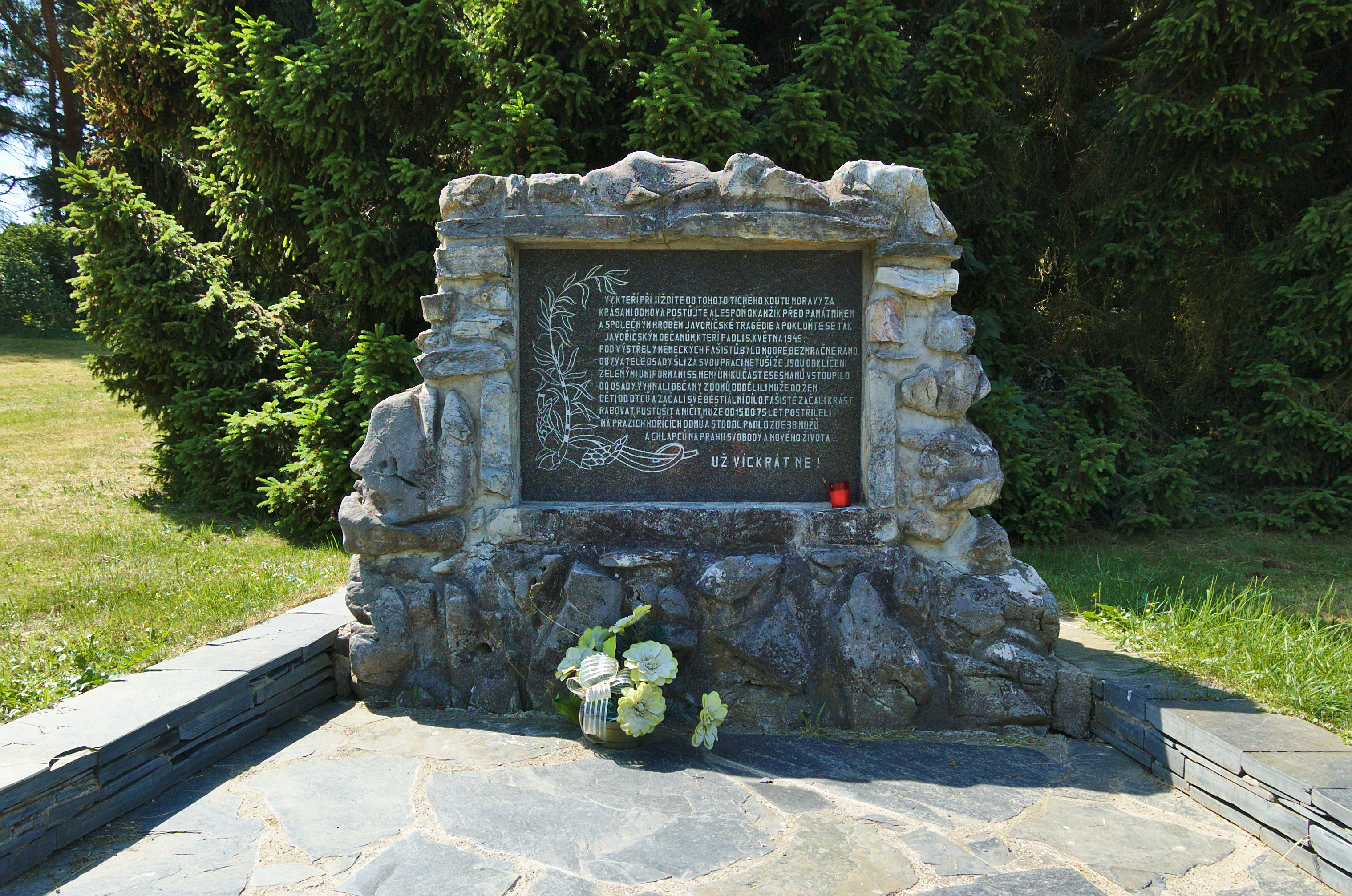
Památníček v těsné blízkosti památníku
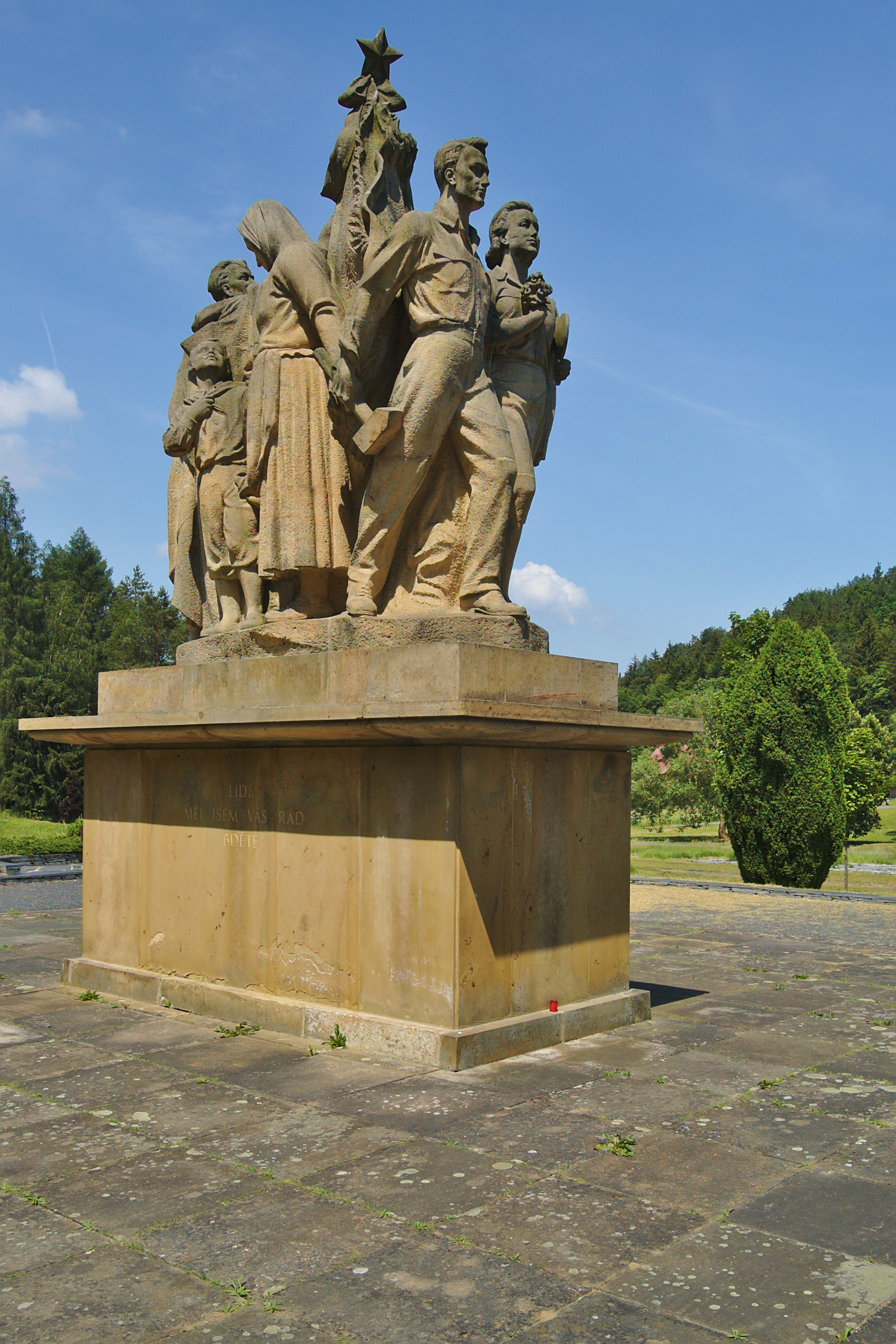
Sousoší vítězství z levé přední strany
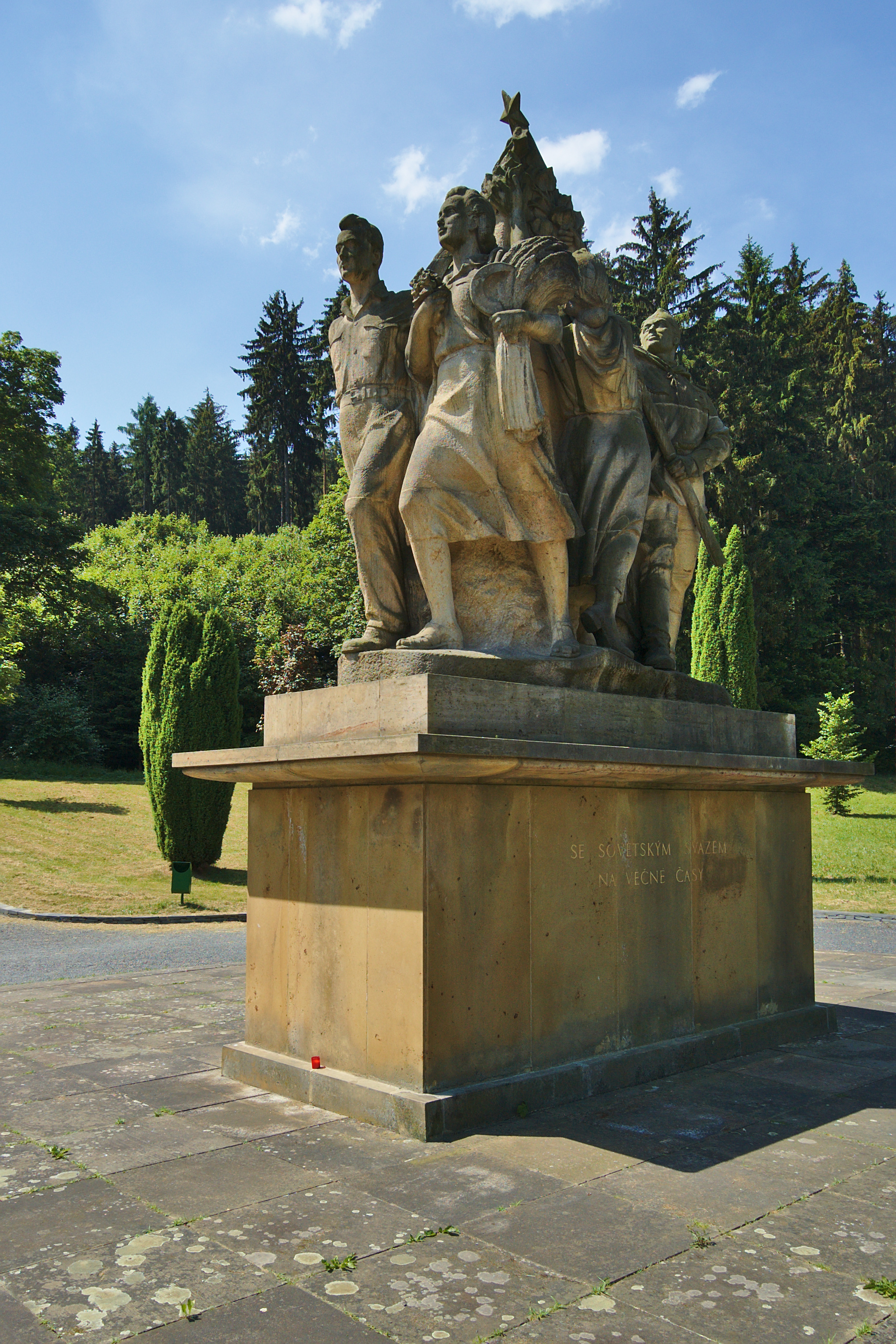
Sousoší vítězství z pravé přední strany
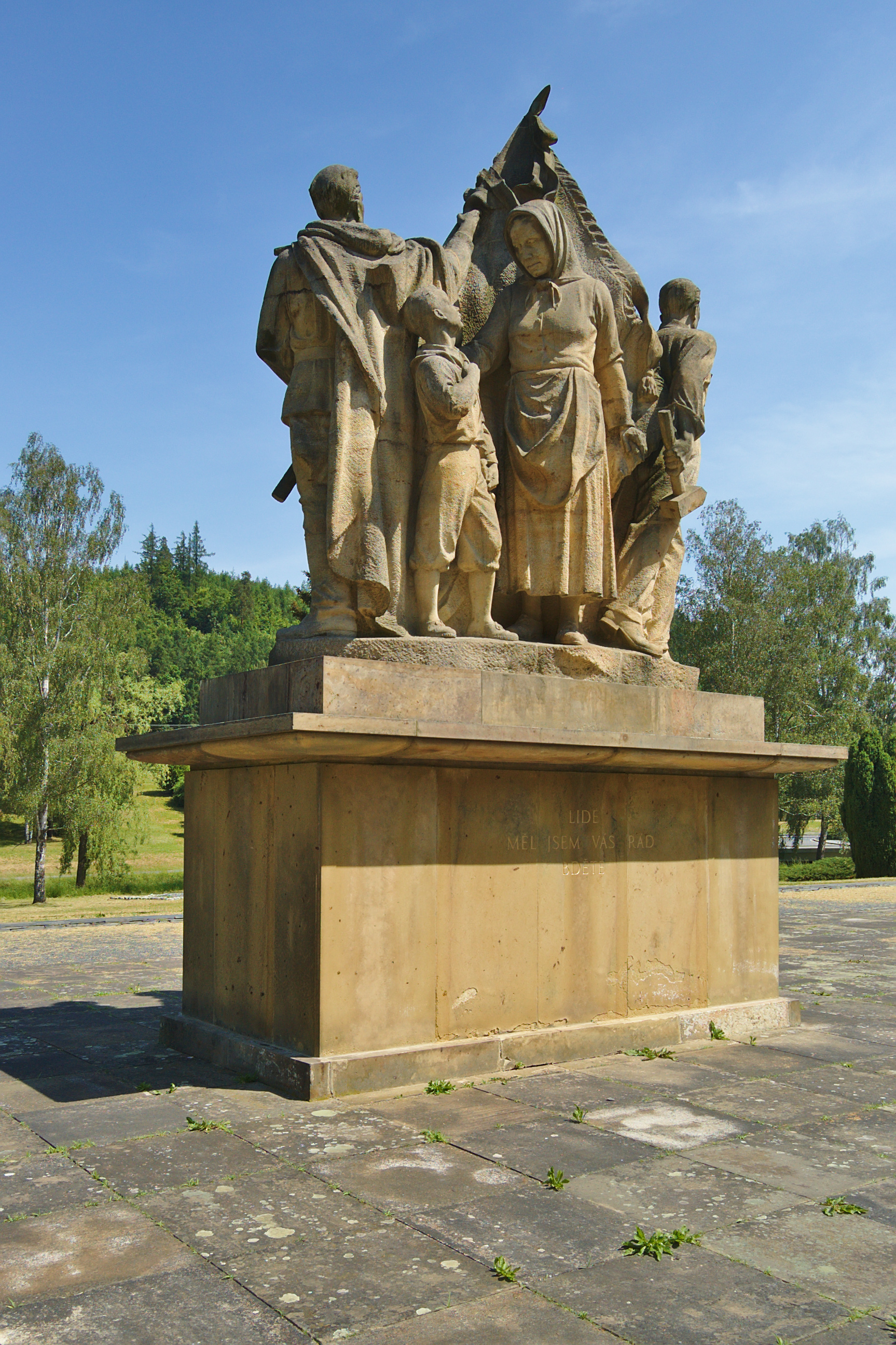
Sousoší vítězství z levé zadní strany
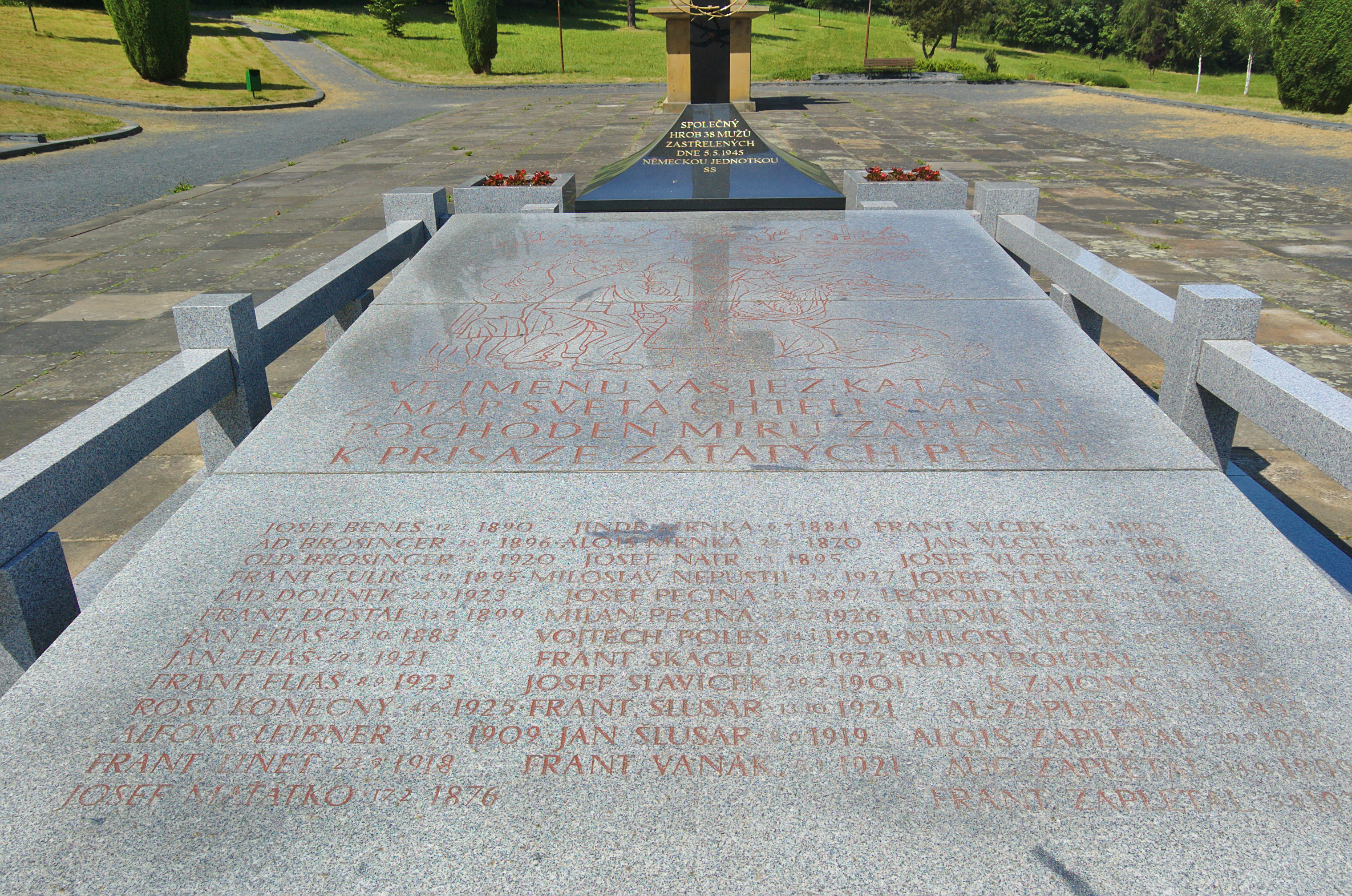
Náhrobní deska
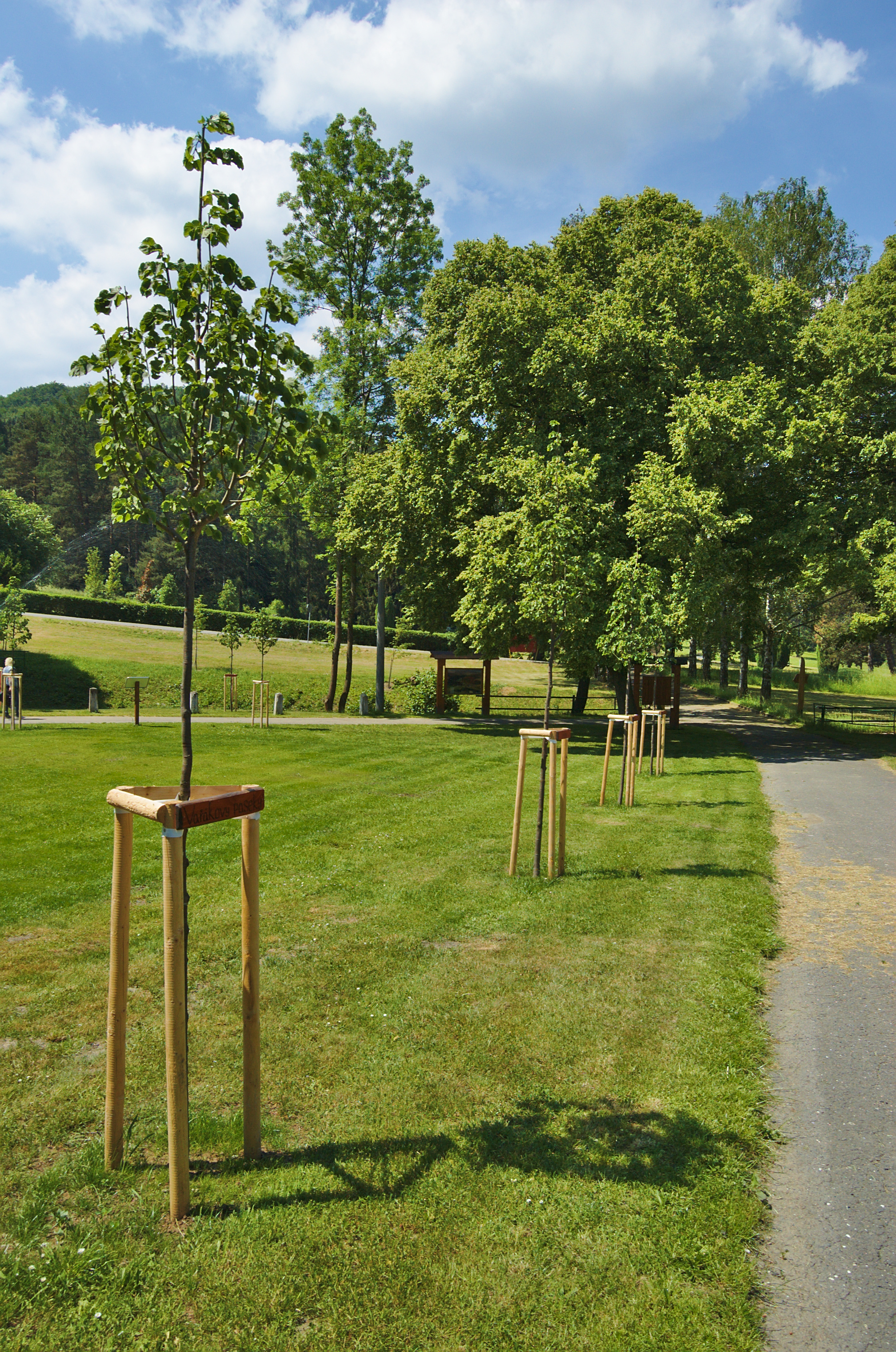
Alej památných stromů vysázených na počest vypáleným obcím v blízkosti bývalé školy
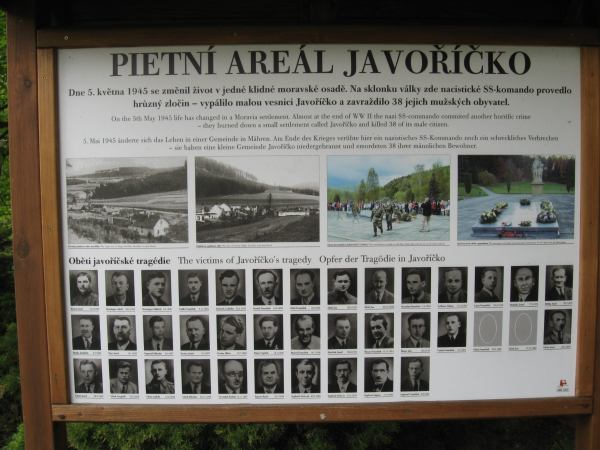
Informační cedule